# Loch Achall
Loch Achall ist ein Süßwassersee in der schottischen Council Area Highland beziehungsweise in der traditionellen Grafschaft Ross-shire. Er befindet sich rund drei Kilometer nordöstlich des Küstenortes Ullapool und 70 Kilometer nordwestlich von Inverness. Loch an Daimh befindet sich rund acht Kilometer östlich.

## Beschreibung
Der 2,9 Kilometer lange und höchstens 0,7 Kilometer breite See liegt auf einer Höhe von 84 Metern über dem Meeresspiegel. Sein Umfang beträgt sieben Kilometer. Bei einem Volumen von 11.061.845 m³ weist Loch Achall eine maximale Tiefe von 21,3 Metern bei einer durchschnittlichen Tiefe von 8,5 Metern auf. Sein Einzugsgebiet beträgt 74,81 km². Es umfasst im Wesentlichen Gras- und Heideland sowie moorige Landschaften. Wesentlicher Zufluss ist der Rhidorroch River, der an der Ostseite des länglichen Sees einmündet. Einziger Abfluss ist der Ullapool River, der am Westufer abfließt und sich bei Ullapool in den Loch Broom ergießt. Das Seewasser ist schwach alkalisch. In den 1880er Jahren wurde die Forellen- und Lachspopulation in Loch Achall erwähnt.

## Geschichte
Entlang des Ufers von Loch Achall befinden sich heute keine Siedlungen. Jedoch ist in seiner Umgebung eine bis in die Steinzeit zurückreichende Besiedlungsgeschichte nachweisbar. Hierzu gehören drei Cairns. Am Nordwestufer befindet sich ein acht Meter durchmessender Dun. Bei einer kleinen Insel nahe dem Südufer handelt es sich womöglich um einen von Menschen geschaffenen Crannóg. Ein Fußweg unter der Wasseroberfläche führt zu der Insel hin. Am Südwestufer befindet sich die Wüstung Badavanich. Entlang des Nordufers verläuft eine kleine Straße, die einst bis Oykel Bridge führte. Heute ist sie noch entlang des Rhidorrochs bis zum Loch an Daimh ausgebaut und erfüllt keine wesentliche infrastrukturelle Funktion mehr. Loch Achall zählte im 19. Jahrhundert zu den Besitzungen des Dukes of Sutherland und befand sich in einem Jagdforst.